# Весілля старшого брата
«Весілля старшого брата» (рос. «Свадьба старшего брата») — радянський телефільм 1985 року, знятий ежисером Рубеном Мурадяном на Свердловській кіностудії.

## Сюжет
За мотивами оповідання Н. Соротокіної «Весілля». Любовний «трикутник» склався у родині Полозових. У старшого брата Бориса є кохана дівчина Надя, в яку закоханий першим, чистим коханням молодший брат Костя. Він і взяв гарячу участь у долі дівчини, коли здавалося, що розрив між Надею та Борисом став неминучим.

## У ролях
- Ігор Нефьодов — Костя Полозов, молодший брат
- Володимир Вихров — Борис Полозов, старший брат
- Олена Бєляк — Надя
- Елеонора Шашкова — Зоя Павлівна
- Людмила Арініна — Наталія Ленська
- Юрій Волинцев — дядько Гоша
- Олександр Вокач — роль другого плану
- Людмила Черепанова — Тая Іванівна
- Галина Умпелєва — роль другого плану
- В'ячеслав Нефьодов — Полозов-старший
- Наталія Китаєва — епізод
- Ніна Шарова — епізод
- В. Неустроєв — епізод
- Микола Холмогоров — епізод
- Геннадій Ільїн — епізод
- Володимир Кадочников — епізод
- В. Мещеряков — епізод
- Галина Ларкіна — епізод
- Л. Зіброва — епізод

## Знімальна група
- Режисер — Рубен Мурадян
- Сценарист — Оскар Нікич
- Оператор — Микола Гайл
- Композитор — Володимир Рубашевський
- Художник — Юрій Істратов